# Miloslav Kodl
Miloslav Kodl (12 agosto 1928 – 3 dicembre 1985) è stato un cestista cecoslovacco.

## Carriera
Con la Cecoslovacchia ha disputato i Giochi olimpici di Helsinki 1952.

## Palmarès
- Campionato cecoslovacco: 1

ATK Praga: 1953-54